# Notazione numerica
La notazione numerica è una notazione per le mosse scacchistiche impiegata nel gioco per corrispondenza ed adottata ufficialmente dalla International Correspondence Chess Federation (ICCF). Viene usata allo scopo di evitare fraintendimenti dovuti alle differenti lettere utilizzate per indicare i pezzi nella notazione algebrica in varie lingue.
Le colonne, come le traverse, sono numerate da 1 a 8. Ciascuna semimossa è composta da quattro cifre: le prime due indicano la casa di partenza, le ultime due quella di arrivo, senza alcun riferimento, superfluo, al pezzo impegnato e trascurando i segni di cattura.

## Dettagli

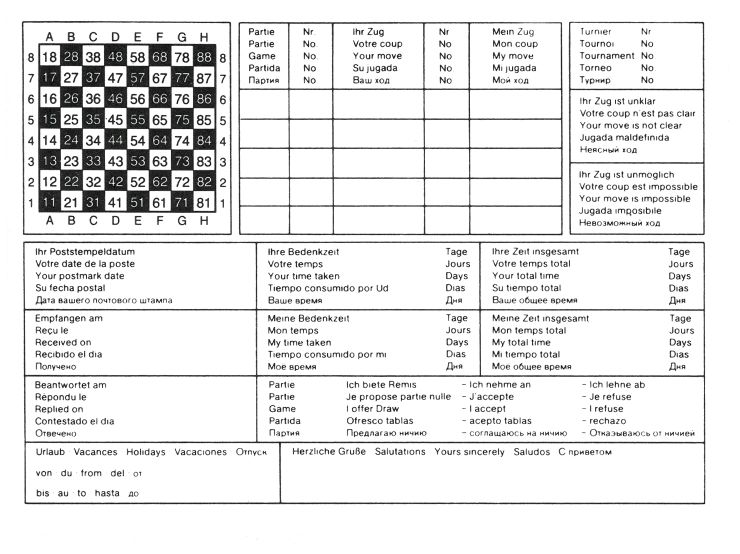
Una cartolina di scacchi per corrispondenza.

Nella notazione numerica tutte le case sono individuate da una coppia di cifre, la prima descrive la colonna (dalla sinistra alla destra del Bianco) e la seconda la traversa (dalla prima traversa in basso del Bianco all'ultima). Tutte le mosse (tranne le promozioni) si compongono in sole quattro cifre, dove le prime due individuano la casa di partenza del pezzo e le successive la casa di destinazione. Ad esempio, la mossa in notazione algebrica 1.e4 diventa in notazione numerica, 1.5254, infatti il pedone parte dalla casa 5,2 (colonna 5, traversa 2) e arriva sulla casa 5,4. Non si indica il tipo di pezzo mosso o il fatto che si tratti di una cattura.
Nelle mosse di promozione dei pedoni, si aggiunge una quinta cifra per indicare la tipologia di pezzo nel quale il pedone promuove: "1" per la donna, "2" per la torre, "3" per l'alfiere e "4" per il cavallo. Ad esempio, la mossa di un pedone che va da f7 a f8 e promuove a torre diventa, in notazione numerica, 67682. A volte si compone la mossa di promozione in sole quattro cifre, omettendo la traversa di destinazione del pedone (che è scontata, essendo sempre 8 per il Bianco e 1 per il Nero): ad esempio, la precedente promozione diventa, con questa pratica, 6762. Tuttavia questa notazione non è standard e può creare confusione.
L'arrocco si segna indicando le case di partenza e destinazione del re: tale notazione non è ambigua in quanto l'arrocco è l'unica circostanza nella quale il re possa muovere di due case. Per il Bianco si indica dunque con 5131 (arrocco lungo) o 5171 (arrocco corto), per il Nero 5838 (lungo) o 5878 (corto).

## Storia
Il sistema di notazione numerica è stato ideato nel 1803 dal professore tedesco di Gottinga J. W. D. Wildt. È stato impiegato nella pratica venticinque anni dopo da Johann Koch, per cui viene talvolta indicato con il suo nome. Ivan Savenkov ne diffuse l'uso nel 1877, tanto che in Russia il sistema porta il suo nome.

## Esempio
Légal-St. Brie, Parigi, 1750
1.5254   5755
2.7163   4746
3.6134   2836
4.2133   3874
5.6355  ecc.
La stessa partita in notazione algebrica italiana:
1.e4 e5
2.Cf3 d6
3.Ac4 Cc6
4.Cc3 Ag4
5.Cxe5 ecc.